# PBair
PBair è stata una compagnia aerea con sede principale nell'edificio UBC II a Vadhana, Bangkok in Thailandia. Ha operato servizi di linea nazionali e internazionali. La sua base principale era l'aeroporto di Suvarnabhumi. Ha cessato tutte le operazioni nel 2009.

## Storia
La compagnia aerea fu fondata nel 1990 da Piya Bhirom Bhakdi, presidente della Boon Rawd Brewery, la più grande della Thailandia. Originariamente era utilizzata solo per i voli per lo staff del birrificio. Nel 1995, ricevette una licenza per offrire voli charter e iniziò le operazioni nel 1997. Nel febbraio 1999, iniziò voli di linea, in alleanza con Thai Airways International e Air Andaman. A novembre 2009 tutti i voli vennero sospesi fino a nuovo avviso. Nel dicembre 2009 il proprietario annunciò che la compagnia aerea sarebbe stata chiusa definitivamente e non avrebbe riavviato le operazioni a causa di enormi perdite. La chiusura venne registrata, presso le autorità, il 21 dicembre 2009.

## Flotta
Nel maggio 2009 la flotta PBair era costituita dai seguenti aeromobili: 
- 2 ATR-72-500 noleggiati da Bangkok Airways

### Precedentemente gestito
- 1 Dornier 328
- 3 Fokker F28-4000
- 1 Boeing 767-300
- 2 Embraer ERJ 145 LR